# Solange Berry

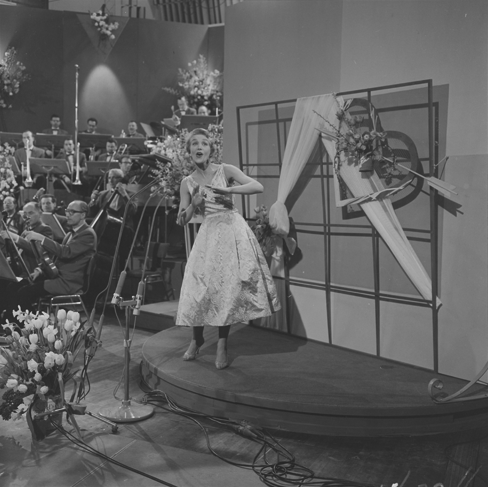
Solange Berry beim Eurovision Song Contest 1958

Solange Berry (* 23. November 1932 in Charleroi; † 26. Januar 2018 in La Baule-Escoublac, Frankreich) war eine belgische Sängerin.

## Leben und Wirken
Ihr Chanson Dis-moi quelque chose de gentil war im Film Und immer lockt das Weib zu hören.
Sie wurde ausgewählt, Luxemburg beim Eurovision Song Contest 1958 in Hilversum zu vertreten. Ihr Chanson Un grand amour landete mit Platz 9 auf dem letzten Platz. Sie versuchte sich 1960 noch einmal bei der belgischen Vorauswahl des Wettbewerbs, unterlag dann aber Fud Leclerc. Sie hat insgesamt nur wenige Singles veröffentlicht.